# ليلة شتاء دافئة (فلم)
 ليلة شتاء دافئة فيلم مصري أنتج في سنة 1981 والفيلم مقتبس عن الفيلم الأمريكي حدث ذات ليلة.

## ملخص الفيلم
يتم عقد قرآن سارة وحبيبها محيى ثم تسافر سارة مع أبيها المقاول الكبير منير رحمى إلى أسوان، وهناك تكتشف أن والدها لا يرغب في إتمام إجراءات الزفاف وأنه يسعى إلى تزويجها بشاب آخر لا تحبه فتهرب إلى القاهرة يبحث أبوها عنها عن طريق نشر خبر في الصحف، وخلال رحلة السفر إلى القاهرة تقابل الصحفى ممدوح وتخفى عنه حكايتها التي يعرفها بعد أن يعلن الأب عن مكافأة مالية كبيرة لمن يجدها. يتأكد ممدوح أن سارة تبادله مشاعر الحب فيتفقان على الزواج بعد أن تحاول إقناع محى بالطلاق. يقيمان في أحد الفنادق ويسافر ممدوح دون أن يخبرها إلى القاهرة لإحضار المال لسداد نفقات الفندق. تتصل سارة بوالدها الذي يعود بها إلى القاهرة بعد أن تظن أن ممدوح قد خدعها. يوافق الأب على زواج سارة من محى. ثم تكتشف سارة إخلاص ممدوح لها فتنجح في إقناع محي بالطلاق مقابل مبلغ من المال، يبارك الأب زواجهما من ممدوح..

## طاقم الفيلم
- الإخراج: أحمد فؤاد (إخراج) / جمال عمار (مساعد مخرج)
- التأليف: وجيه نجيب (سيناريو) / سمية عبد الحميد (حوار)
- تاريخ الإصدار: 30 أغسطس 1981 م

### الممثلون
- عادل إمام (ممدوح امين)
- يسرا (سارة)
- محمود المليجي (منير رحمي)
- محمد خيرى (محيي سالم)
- سلامه إلياس (صاحب الفندق...)
- نبيل بدر (أبو الفتوح)
- وحيد سيف
- نبيل الدسوقي
- على المعاون
- طوسون معتمد